# Roman Provincial Coinage
Il Roman Provincial Coinage (RPC) è un catalogo di monete dell'Impero romano, che raccoglie le emissioni provinciali nel periodo 44 a.C. – 296/7. Sono stati pubblicati tre dei dieci volumi previsti.

## Il progetto
Lo scopo dell'ambizioso Roman Provincial Coinage è registrare le emissioni provinciali romane nel periodo che va dal 44 a.C. fino al 296/7 d.C.; come base sono utilizzate le dieci più importanti collezioni numismatiche, che sono indicate nel progetto come core collections. I redattori responsabili del progetto sono Andrew Burnett (British Museum), Michel Amandry (Biblioteca nazionale di Francia), Chris Howgego (Ashmolean Museum) e Jerome Mairat (University of Oxford).
Le monete sono sistemate in ordine cronologico e geografico; sono usciti tre dei dieci volumi previsti assieme a diversi addenda (gli ultimi in parte stampati, in parte online).
Sul sito web del progetto è disponibile un database di monete.

## Basi materiali
Il RPC si basa sulle dieci più importanti collezioni numismatiche del mondo. Si tratta di (con abbreviazioni):
- Berlino, Staatliche Museen (B)
- Cambridge, Fitzwilliam Museum (C)
- Copenaghen, Nationalmuseet (Cop)
- Glasgow, Hunterian Museum (G)
- Londra, British Museum (L)
- Monaco, Staatliche Münzsammlung (Mu)
- New York, American Numismatic Society (NY)
- Oxford, Ashmolean Museum (O)
- Parigi, Biblioteca nazionale di Francia (P)
- Vienna, Kunsthistorisches Museum (V)

## Ripartizione della materia
1. Dinastia Giulio-Claudia
2. I Flavi
3. Nerva - Adriano
4. Gli Antonini
5. I Severi
6. Severo Alessandro
7. Gordiano I - Gordiano III
8. Filippo l'Arabo
9. Decio - Uranio Antonino
10. Valeriano - Diocleziano

## Volumi pubblicati
- A. Burnett, M. Amandry, P.P. Ripollès: Roman Provincial Coinage. Volume I: Julio-Claudian Period, 1992 (altre ed. 1998, 2006).
- A. Burnett, M. Amandry, I. Carradice: Roman Provincial Coinage. Volume II: The Flavians, 1999.
- M. Spoerri-Butcher: Roman Provincial Coinage. Volume VII,1: De Gordien Ier à Gordien III (238-244 après J.-C.). Province d'Asie, 2006. - Recensione: Bryn Mawr Classical Review 2007.08.67